# Luddeweer
Luddeweer – wieś w niderlandzkiej gminie Midden-Groningen, w prowincji Groningen.

## Etymologia
Według niepowszechnego wyjaśnienia nazwa wywodzi się od imienia Ludde z końcówką -weer.

## Geografia
Wieś Luddeweer leży na powierzchni 4,11km² w północnej części Holandii gminie Midden-Groningen, w prowincji Groningen.

## Demografia
Według spisu ludności z 2023 roku we wsi Luddeweer mieszkało 65 mieszkańców.